# Latrocimex spectans
Latrocimex spectans (лат.) — вид клопов семейства Cimicidae. Единственный представитель рода Latrocimex и подсемейства Latrocimicinae.

## Описание
Тело клопов длиной до 5 мм, покрыто редкими и короткими щетинками. Плечевые бугорки переднеспинки с одной короткой щетиной. Ноги умеренно утолщённые, бёдра с выступающими толстыми щетинками. Полунадкрылья редуцированы, загибаются вниз по бокам. Голени средних и задних с тонкими щетинками. У самцов на вершинах голеней всех ног имеются пучки щетинок, у самок они редуцированы или отсутствуют (на задних голенях). От других видов семейства этот вид отличается очень большими дыхальцами.

## Биология
Обитают в дуплах деревьев в мангровых лесах. Паразитируют на рыбоядных летучих мышах рода Noctilio.

## Кариотип
Хромосомный набор состоит их 12 пар хромосом.

## Распространение
Вид обнаружен в Тринидаде и Тобаго, Бразилии и Аргентине.